# Comuna Mînkivți, Slavuta
Mînkivți (în ucraineană Миньківці) este o comună în raionul Slavuta, regiunea Hmelnîțkîi, Ucraina, formată din satele Mînkivți (reședința), Romaninî și Șevcenka.

## Demografie
Componența lingvistică a comunei Mînkivți
     Ucraineană (97,6%)
     Rusă (2,13%)
     Alte limbi (0,13%)
Conform recensământului din 2001, majoritatea populației comunei Mînkivți era vorbitoare de ucraineană (97,6%), existând în minoritate și vorbitori de rusă (2,13%).